# Australia ai XXIV Giochi olimpici invernali
L'Australia ha partecipato ai XXIV Giochi olimpici invernali, che si sono svolti dal 4 al 20 febbraio 2022 a Pechino in Cina, con una delegazione composta da 44 atleti.
Portabandiera della squadra nel corso della cerimonia di apertura sono stati il pattinatore di figura Brendan Kerry e la sciatrice freestyle Laura Peel. Per la cerimonia di chiusura invece è stata scelta la sciatrice freestyle Sami Kennedy-Sim.

## Delegazione
| Sport                 | Uomini | Donne | Totale |
| --------------------- | ------ | ----- | ------ |
| Bob                   | 0      | 2     | 2      |
| Curling               | 1      | 1     | 2      |
| Freestyle             | 4      | 9     | 13     |
| Pattinaggio di figura | 1      | 1     | 2      |
| Sci alpino            | 1      | 3     | 4      |
| Sci di fondo          | 4      | 2     | 6      |
| Short track           | 1      | 0     | 1      |
| Skeleton              | 1      | 1     | 2      |
| Slittino              | 1      | 0     | 1      |
| Snowboard             | 7      | 4     | 11     |
| Totale                | 21     | 23    | 44     |

## Medaglie
| Riepilogo quotidiano | Riepilogo quotidiano | Riepilogo quotidiano | Riepilogo quotidiano | Riepilogo quotidiano | Riepilogo quotidiano | Riepilogo quotidiano |
| -------------------- | -------------------- | -------------------- | -------------------- | -------------------- | -------------------- | -------------------- |
| Giorno               | Data                 |                      |                      |                      | Totale               |                      |
| 1º                   | 5                    | 0                    | 0                    | 0                    | 0                    |                      |
| 2º                   | 6                    | 1                    | 0                    | 1                    | 2                    |                      |
| 3º                   | 7                    | 0                    | 0                    | 0                    | 0                    |                      |
| 4º                   | 8                    | 0                    | 0                    | 0                    | 0                    |                      |
| 5º                   | 9                    | 0                    | 0                    | 0                    | 0                    |                      |
| 6º                   | 10                   | 0                    | 0                    | 0                    | 0                    |                      |
| 7º                   | 11                   | 0                    | 1                    | 0                    | 1                    |                      |
| 8º                   | 12                   | 0                    | 1                    | 0                    | 1                    |                      |
| 9º                   | 13                   | 0                    | 0                    | 0                    | 0                    |                      |
| 10º                  | 14                   | 0                    | 0                    | 0                    | 0                    |                      |
| 11º                  | 15                   | 0                    | 0                    | 0                    | 0                    |                      |
| 12º                  | 16                   | 0                    | 0                    | 0                    | 0                    |                      |
| 13º                  | 17                   | 0                    | 0                    | 0                    | 0                    |                      |
| 14º                  | 18                   | 0                    | 0                    | 0                    | 0                    |                      |
| 15º                  | 19                   | 0                    | 0                    | 0                    | 0                    |                      |
| 16º                  | 20                   | 0                    | 0                    | 0                    | 0                    |                      |
| Totale               | Totale               | 1                    | 2                    | 1                    | 4                    |                      |

### Medagliere per disciplina
| Sport     | Oro | Argento | Bronzo | Totale |
| --------- | --- | ------- | ------ | ------ |
| Freestyle | 1   | 0       | 0      | 1      |
| Snowboard | 0   | 1       | 1      | 2      |
| Skeleton  | 0   | 1       | 0      | 1      |
| Totale    | 1   | 2       | 1      | 4      |

### Medaglie d'oro
| Medaglia | Nome           | Sport     | Evento          |
| -------- | -------------- | --------- | --------------- |
| Oro      | Jakara Anthony | Freestyle | Gobbe femminile |

### Medaglie d'argento
| Medaglia | Nome             | Sport     | Evento            |
| -------- | ---------------- | --------- | ----------------- |
| Argento  | Scotty James     | Snowboard | Halfpipe maschile |
| Argento  | Jaclyn Narracott | Skeleton  | Singolo femminile |

### Medaglie di bronzo
| Medaglia | Nome       | Sport     | Evento               |
| -------- | ---------- | --------- | -------------------- |
| Bronzo   | Tess Coady | Snowboard | Slopestyle femminile |

## Bob
| Atleta                          | Evento              | 1ª manche | 1ª manche | 2ª manche | 2ª manche | 3ª manche | 3ª manche | 4ª manche | 4ª manche | Totale  | Totale |
| Atleta                          | Evento              | Tempo     | Pos.      | Tempo     | Pos.      | Tempo     | Pos.      | Tempo     | Pos.      | Tempo   | Pos.   |
| ------------------------------- | ------------------- | --------- | --------- | --------- | --------- | --------- | --------- | --------- | --------- | ------- | ------ |
| Breeana Walker                  | Monobob femminile   | 1'05"55   | 10ª       | 1'05"54   | 6ª        | 1'05"16   | 2ª        | 1'05"21   | 2ª        | 4'21"46 | 5ª     |
| Kiara Reddingius Breeana Walker | Bob a due femminile | 1'01"98   | 15ª       | 1'02"11   | 11ª       | 1'02"04   | 11ª       | 1'02"51   | 20ª       | 4'08"64 | 16ª    |

## Curling
Doppio misto
| Australia Donna: Tahli Gill Uomo: Dean Hewitt |
| --------------------------------------------- |

### Robin round
Risultati
| Sessione | Squadre       | Finale | 1 | 2 | 3 | 4 | 5 | 6 | 7 | 8 | 9    |
| -------- | ------------- | ------ | - | - | - | - | - | - | - | - | ---- |
| 1        | Australia     | 5      | 1 | 0 | 1 | 0 | 0 | 3 | 0 | 0 | N.D. |
| 1        | Stati Uniti   | 6      | 0 | 1 | 0 | 1 | 1 | 0 | 2 | 1 | N.D. |
| 2        | Australia     | 5      | 0 | 1 | 0 | 0 | 0 | 3 | 0 | 1 | N.D. |
| 2        | Cina          | 6      | 1 | 0 | 2 | 0 | 1 | 0 | 2 | 0 | N.D. |
| 4        | Rep. Ceca     | 8      | 1 | 3 | 1 | 0 | 1 | 0 | 2 | X | N.D. |
| 4        | Australia     | 2      | 0 | 0 | 0 | 1 | 0 | 1 | 0 | X | N.D. |
| 5        | Svezia        | 7      | 1 | 0 | 1 | 1 | 1 | 0 | 3 | 0 | N.D. |
| 5        | Australia     | 6      | 0 | 1 | 0 | 0 | 0 | 3 | 0 | 2 | N.D. |
| 6        | Gran Bretagna | 9      | 2 | 1 | 0 | 3 | 0 | 0 | 2 | 0 | 1    |
| 6        | Australia     | 8      | 0 | 0 | 1 | 0 | 3 | 2 | 0 | 2 | 0    |
| 7        | Australia     | 4      | 0 | 0 | 1 | 0 | 3 | 0 | X | X | N.D. |
| 7        | Norvegia      | 10     | 4 | 2 | 0 | 1 | 0 | 3 | X | X | N.D. |
| 8        | Australia     | 3      | 1 | 0 | 0 | 1 | 0 | 1 | 0 | X | N.D. |
| 8        | Italia        | 7      | 0 | 2 | 1 | 0 | 1 | 0 | 3 | X | N.D. |
| 11       | Australia     | 9      | 2 | 1 | 0 | 0 | 0 | 3 | 2 | 1 | N.D. |
| 11       | Svizzera      | 6      | 0 | 0 | 1 | 3 | 2 | 0 | 0 | 0 | N.D. |
| 12       | Canada        | 8      | 0 | 0 | 0 | 0 | 4 | 0 | 3 | 1 | 0    |
| 12       | Australia     | 10     | 3 | 2 | 1 | 1 | 0 | 1 | 0 | 0 | 2    |

Classifica
| Legenda | Legenda     |
| ------- | ----------- |
|         | Fase finale |

| Nazione       | Atleti                                | V | P | PF | PS | Mani vinte | Mani perse | Mani nulle | Mani rubate | % tiro |
| ------------- | ------------------------------------- | - | - | -- | -- | ---------- | ---------- | ---------- | ----------- | ------ |
| Italia        | Stefania Constantini / Amos Mosaner   | 9 | 0 | 79 | 48 | 43         | 28         | 0          | 17          | 79%    |
| Norvegia      | Kristin Skaslien / Magnus Nedregotten | 6 | 3 | 68 | 50 | 40         | 28         | 0          | 15          | 82%    |
| Gran Bretagna | Jenn Dodds / Bruce Mouat              | 6 | 3 | 60 | 50 | 38         | 33         | 0          | 12          | 79%    |
| Svezia        | Almida de Val / Oskar Eriksson        | 5 | 4 | 55 | 54 | 35         | 33         | 0          | 10          | 76%    |
| Canada        | Rachel Homan / John Morris            | 5 | 4 | 57 | 54 | 33         | 39         | 0          | 8           | 78%    |
| Rep. Ceca     | Zuzana Paulová / Tomáš Paul           | 4 | 5 | 50 | 65 | 29         | 39         | 1          | 7           | 75%    |
| Svizzera      | Jenny Perret / Martin Rios            | 3 | 6 | 55 | 58 | 32         | 39         | 0          | 6           | 73%    |
| Stati Uniti   | Vicky Persinger / Chris Plys          | 3 | 6 | 50 | 67 | 34         | 36         | 0          | 9           | 74%    |
| Cina          | Fan Suyuan / Zhi Ling                 | 2 | 7 | 51 | 64 | 34         | 36         | 0          | 8           | 74%    |
| Australia     | Tahli Gill / Dean Hewitt              | 2 | 7 | 52 | 67 | 31         | 38         | 1          | 8           | 72%    |

## Freestyle
Freeski
| Atleta       | Evento               | Qualificazione | Qualificazione | Qualificazione | Qualificazione | Finale          | Finale          | Finale          | Finale          |
| Atleta       | Evento               | Run 1          | Run 2          | Migliore       | Posizione      | Run 1           | Run 2           | Migliore        | Posizione       |
| ------------ | -------------------- | -------------- | -------------- | -------------- | -------------- | --------------- | --------------- | --------------- | --------------- |
| Abi Harrigan | Slopestyle femminile | 16.10          | 26.31          | 26.31          | 26ª            | Non qualificata | Non qualificata | Non qualificata | Non qualificata |

Gobbe
| Matt Graham    | Gobbe maschile  | DNF   | DNF   | DNF  | 23"97 | 65.13 | 19º  | Non qualificato | Non qualificato | Non qualificato | Non qualificato | Non qualificato | Non qualificato | Non qualificato | Non qualificato | Non qualificato |
| James Matheson | Gobbe maschile  | 26"10 | 71.86 | 20º  | 25"76 | 73.20 | 14º  | Non qualificato | Non qualificato | Non qualificato | Non qualificato | Non qualificato | Non qualificato | Non qualificato | Non qualificato | Non qualificato |
| Brodie Summers | Gobbe maschile  | 24"46 | 75.66 | 11º  | 24"71 | 77.93 | 2º Q | 24"40           | 76.15           | 12º Q           | 24"47           | 75.00           | 10º             | Non qualificato | Non qualificato | Non qualificato |
| Cooper Woods   | Gobbe maschile  | 26"45 | 74.65 | 14º  | 24"01 | 76.74 | 4º Q | 24"19           | 77.58           | 7º Q            | 25"02           | 77.22           | 5º Q            | 25"01           | 78.88           | 6º              |
| Jakara Anthony | Gobbe femminile | 27"96 | 83.75 | 1ª Q | Bye   | Bye   | Bye  | 27"70           | 81.91           | 1ª Q            | 27"82           | 81.29           | 1ª Q            | 27"63           | 83.09           | Oro             |
| Sophie Ash     | Gobbe femminile | 30"39 | 69.36 | 13ª  | 30"12 | 72.20 | 3ª Q | 30"57           | 70.47           | 16ª             | Non qualificata | Non qualificata | Non qualificata | Non qualificata | Non qualificata | Non qualificata |
| Britteny Cox   | Gobbe femminile | 29"86 | 72.26 | 9ª Q | Bye   | Bye   | Bye  | 30"04           | 73.04           | 14ª             | Non qualificata | Non qualificata | Non qualificata | Non qualificata | Non qualificata | Non qualificata |
| Taylah O'Neill | Gobbe femminile | DNF   | DNF   | DNF  | DNS   | DNS   | DNS  | Non qualificata | Non qualificata | Non qualificata | Non qualificata | Non qualificata | Non qualificata | Non qualificata | Non qualificata | Non qualificata |

Salti
| Gabi Ash       | Salti femminile | 77.17  | 17ª  | 80.04 | 8ª  | Non qualificata | Non qualificata | Non qualificata | 14ª             |
| Laura Peel     | Salti femminile | 104.54 | 1ª Q | Bye   | Bye | 100.02          | 4ª Q            | 78.56           | 5ª              |
| Danielle Scott | Salti femminile | 96.23  | 4ª Q | Bye   | Bye | 71.23           | 10ª             | Non qualificata | Non qualificata |

Ski cross
| Atleta           | Evento              | Posizionamento | Posizionamento | Ottavi    | Quarti    | Semifinale | Finale / Finale B | Finale / Finale B |
| Atleta           | Evento              | Tempo          | Posizione      | Posizione | Posizione | Posizione  | Posizione         | Totale            |
| ---------------- | ------------------- | -------------- | -------------- | --------- | --------- | ---------- | ----------------- | ----------------- |
| Sami Kennedy-Sim | Ski cross femminile | 1'19"14        | 11ª            | 1ª Q      | 1ª Q      | 4ª FB      | 4ª                | 8ª                |

## Pattinaggio di figura
| Atleta         | Evento    | Programma corto | Programma corto | Programma libero | Programma libero | Totale          | Totale          |
| Atleta         | Evento    | Punti           | Posizione       | Punti            | Posizione        | Punti           | Posizione       |
| -------------- | --------- | --------------- | --------------- | ---------------- | ---------------- | --------------- | --------------- |
| Brendan Kerry  | Maschile  | 84,79           | 17º             | 160,01           | 16º              | 244,80          | 17º             |
| Kailani Craine | Femminile | 49,93           | 29ª             | Non qualificata  | Non qualificata  | Non qualificata | Non qualificata |

## Sci alpino

### Uomini
| Atleta               | Evento          | Tempo     | Tempo     | Tempo   | Posizione |
| Atleta               | Evento          | 1ª manche | 2ª manche | Totale  | Posizione |
| -------------------- | --------------- | --------- | --------- | ------- | --------- |
| Louis Muhlen-Schulte | Slalom speciale | DNF       | DNF       | DNF     | DNF       |
| Louis Muhlen-Schulte | Slalom gigante  | 1'08"44   | 1'10"04   | 2'18"48 | 23º       |

### Donne
| Atleta       | Evento          | Tempo     | Tempo     | Tempo   | Posizione |
| Atleta       | Evento          | 1ª manche | 2ª manche | Totale  | Posizione |
| ------------ | --------------- | --------- | --------- | ------- | --------- |
| Katie Parker | Slalom speciale | DNF       | DNF       | DNF     | DNF       |
| Greta Small  | Supergigante    | 1'16"97   | 1'16"97   | 1'16"97 | 31ª       |
| Greta Small  | Discesa libera  | 1'36"53   | 1'36"53   | 1'36"53 | 26ª       |
| Greta Small  | Combinata       | 1'34"38   | 1'00"17   | 2'34"55 | 13ª       |

## Sci di fondo

### Uomini
Distanza
| Atleta             | Evento                 | Tecnica classica | Tecnica classica | Tecnica libera | Tecnica libera | Totale    | Totale   | Totale    |     |
| Atleta             | Evento                 | Tempo            | Posizione        | Tempo          | Posizione      | Tempo     | Distacco | Posizione |     |
| ------------------ | ---------------------- | ---------------- | ---------------- | -------------- | -------------- | --------- | -------- | --------- | --- |
| Phillip Bellingham | 15 km tecnica classica | N.D.             | N.D.             | N.D.           | N.D.           | 44'46"8   | +6'52"0  | 75º       |     |
| Seve de Campo      | 15 km tecnica classica | N.D.             | N.D.             | N.D.           | N.D.           | 44'21"2   | +6'26"4  | 72º       |     |
| Hugo Hinckfuss     | 15 km tecnica classica | N.D.             | N.D.             | N.D.           | N.D.           | 46'05"9   | +8'11"1  | 81º       |     |
| Lars Young Vik     | 15 km tecnica classica | N.D.             | N.D.             | N.D.           | N.D.           | 44'50"6   | +6'55"8  | 76º       |     |
| Phillip Bellingham | Skiathlon              | LAP              | LAP              | LAP            | LAP            | LAP       | LAP      | 65º       | 65º |
| Seve de Campo      | Skiathlon              | 47'05"7          | 63º              | LAP            | LAP            | LAP       | LAP      | 62º       | 62º |
| Phillip Bellingham | 50 km tecnica libera   | N.D.             | N.D.             | N.D.           | N.D.           | 1h23'03"8 | +11'31"1 | 53º       |     |
| Seve de Campo      | 50 km tecnica libera   | N.D.             | N.D.             | N.D.           | N.D.           | 1h21'02"5 | +9'29"8  | 51º       |     |

Sprint
| Atleta                           | Evento           | Qualificazioni | Qualificazioni | Quarti di finale | Quarti di finale | Semifinali      | Semifinali      | Finale          | Finale          |
| Atleta                           | Evento           | Tempo          | Pos.           | Tempo            | Pos.             | Tempo           | Pos.            | Tempo           | Pos.            |
| -------------------------------- | ---------------- | -------------- | -------------- | ---------------- | ---------------- | --------------- | --------------- | --------------- | --------------- |
| Phillip Bellingham               | Sprint           | 3'01"57        | 50º            | Non qualificato  | Non qualificato  | Non qualificato | Non qualificato | Non qualificato | Non qualificato |
| Seve de Campo                    | Sprint           | 3'04"81        | 63º            | Non qualificato  | Non qualificato  | Non qualificato | Non qualificato | Non qualificato | Non qualificato |
| Hugo Hinckfuss                   | Sprint           | 3'04"44        | 61º            | Non qualificato  | Non qualificato  | Non qualificato | Non qualificato | Non qualificato | Non qualificato |
| Lars Young Vik                   | Sprint           | 3'02"52        | 55º            | Non qualificato  | Non qualificato  | Non qualificato | Non qualificato | Non qualificato | Non qualificato |
| Phillip Bellingham Seve de Campo | Sprint a squadre | N.D.           | N.D.           | N.D.             | N.D.             | 21'17"35        | 11ª             | Non qualificati | 22ª             |

### Donne
Distanza
| Atleta         | Evento                 | Tecnica classica | Tecnica classica | Tecnica libera | Tecnica libera | Totale    | Totale   | Totale    |
| Atleta         | Evento                 | Tempo            | Posizione        | Tempo          | Posizione      | Tempo     | Distacco | Posizione |
| -------------- | ---------------------- | ---------------- | ---------------- | -------------- | -------------- | --------- | -------- | --------- |
| Casey Wright   | 10 km tecnica classica | N.D.             | N.D.             | N.D.           | N.D.           | 33'21"1   | +5'14"8  | 67ª       |
| Jessica Yeaton | 10 km tecnica classica | N.D.             | N.D.             | N.D.           | N.D.           | 31'54"6   | +3'48"3  | 51ª       |
| Casey Wright   | 30 km tecnica libera   | N.D.             | N.D.             | N.D.           | N.D.           | 1h44'19"9 | +19'25"9 | 56ª       |
| Jessica Yeaton | 30 km tecnica libera   | N.D.             | N.D.             | N.D.           | N.D.           | 1h37'06"1 | +12'12"1 | 43ª       |
| Jessica Yeaton | Skiathlon              | 25'08"1          | 42ª              | 22'58"9        | 19ª            | 48'54"0   | +4'40"3  | 31ª       |

Sprint
| Atleta                      | Evento           | Qualificazioni | Qualificazioni | Quarti di finale | Quarti di finale | Semifinali      | Semifinali      | Finale          | Finale          |
| Atleta                      | Evento           | Tempo          | Pos.           | Tempo            | Pos.             | Tempo           | Pos.            | Tempo           | Pos.            |
| --------------------------- | ---------------- | -------------- | -------------- | ---------------- | ---------------- | --------------- | --------------- | --------------- | --------------- |
| Casey Wright                | Sprint           | 3'39"22        | 65ª            | Non qualificata  | Non qualificata  | Non qualificata | Non qualificata | Non qualificata | Non qualificata |
| Jessica Yeaton              | Sprint           | 3'32"85        | 52ª            | Non qualificata  | Non qualificata  | Non qualificata | Non qualificata | Non qualificata | Non qualificata |
| Casey Wright Jessica Yeaton | Sprint a squadre | N.D.           | N.D.           | N.D.             | N.D.             | 25'13"42        | 8ª              | Non qualificate | 16ª             |

## Short track
| Atleta        | Evento | Batteria | Batteria | Quarto di finale | Quarto di finale | Semifinale      | Semifinale      | Finale          | Finale          |
| Atleta        | Evento | Tempo    | Pos.     | Tempo            | Pos.             | Tempo           | Pos.            | Tempo           | Pos.            |
| ------------- | ------ | -------- | -------- | ---------------- | ---------------- | --------------- | --------------- | --------------- | --------------- |
| Brendan Corey | 500 m  | 41"097   | 3º       | Non qualificato  | Non qualificato  | Non qualificato | Non qualificato | Non qualificato | Non qualificato |
| Brendan Corey | 1000 m | 1'23"908 | 2º Q     | DSQ              | DSQ              | Non qualificato | Non qualificato | Non qualificato | Non qualificato |

## Skeleton
| Atleta           | Evento            | 1ª manche | 1ª manche | 2ª manche | 2ª manche | 3ª manche | 3ª manche | 4ª manche | 4ª manche | Totale  | Totale  |
| Atleta           | Evento            | Tempo     | Pos.      | Tempo     | Pos.      | Tempo     | Pos.      | Tempo     | Pos.      | Tempo   | Pos.    |
| ---------------- | ----------------- | --------- | --------- | --------- | --------- | --------- | --------- | --------- | --------- | ------- | ------- |
| Nick Timmings    | Singolo maschile  | 1'03"76   | 25º       | 1'02"83   | 24º       | 1'01"78   | 20º       | N.D.      | N.D.      | 3'08"37 | 25º     |
| Jaclyn Narracott | Singolo femminile | 1'02"05   | 2ª        | 1'02"29   | 3ª        | 1'01"79   | 3ª        | 1'02"11   | 4ª        | 4'08"24 | Argento |

## Slittino
| Atleta             | Evento           | 1ª manche | 1ª manche | 2ª manche | 2ª manche | 3ª manche | 3ª manche | 4ª manche | 4ª manche | Totale   | Totale |
| Atleta             | Evento           | Tempo     | Pos.      | Tempo     | Pos.      | Tempo     | Pos.      | Tempo     | Pos.      | Tempo    | Pos.   |
| ------------------ | ---------------- | --------- | --------- | --------- | --------- | --------- | --------- | --------- | --------- | -------- | ------ |
| Alexander Ferlazzo | Singolo maschile | 58"216    | 19º       | 58"994    | 24º       | 58"122    | 16º       | 57"887    | 12º       | 3'53"219 | 16º    |

## Snowboard
Cross
| Atleta                         | Evento                    | Posizionamento | Posizionamento | Ottavo di finale | Quarto di finale | Semifinale      | Finale          |                 |
| Atleta                         | Evento                    | Tempo          | Posizione      | Ottavo di finale | Quarto di finale | Semifinale      | Finale          |                 |
| ------------------------------ | ------------------------- | -------------- | -------------- | ---------------- | ---------------- | --------------- | --------------- | --------------- |
| Cameron Bolton                 | Snowboard cross maschile  | 1'17"92        | 8º             | 1º Q             | 4º               | Non qualificato | Non qualificato |                 |
| Adam Dickson                   | Snowboard cross maschile  | 1'18"56        | 15º            | 3º               | Non qualificato  | Non qualificato | Non qualificato |                 |
| Jarryd Hughes                  | Snowboard cross maschile  | 1'20"48        | 28º            | 4º               | Non qualificato  | Non qualificato | Non qualificato |                 |
| Adam Lambert                   | Snowboard cross maschile  | 1'17"56        | 17º            | 3º               | Non qualificato  | Non qualificato | Non qualificato |                 |
| Josie Baff                     | Snowboard cross femminile | 1'25"11        | 14ª            | 3ª               | Non qualificata  | Non qualificata | Non qualificata |                 |
| Belle Brockhoff                | Snowboard cross femminile | 1'24"72        | 18ª            | 2ª Q             | 2ª Q             | 2ª QA           | 4ª              |                 |
| Cameron Bolton Belle Brockhoff | Snowboard cross a squadre | N.D.           | N.D.           | N.D.             | 3ª               | Non qualificati | Non qualificati | Non qualificati |
| Adam Lambert Josie Baff        | Snowboard cross a squadre | N.D.           | N.D.           | N.D.             | 4ª               | Non qualificati | Non qualificati | Non qualificati |

Freestyle
| Atleta           | Evento               | Qualificazioni | Qualificazioni | Qualificazioni | Qualificazioni | Qualificazioni | Finale          | Finale          | Finale          | Finale          | Finale          |
| Atleta           | Evento               | Run 1          | Run 2          | Run 3          | Totale         | Posizione      | Run 1           | Run 2           | Run 3           | Totale          | Posizione       |
| ---------------- | -------------------- | -------------- | -------------- | -------------- | -------------- | -------------- | --------------- | --------------- | --------------- | --------------- | --------------- |
| Matthew Cox      | Big air maschile     | 56.25          | 19.00          | 13.75          | 70.00          | 28º            | Non qualificato | Non qualificato | Non qualificato | Non qualificato | Non qualificato |
| Valentino Guseli | Halfpipe maschile    | 31.75          | 85.75          | N.D.           | 85.75          | 5º Q           | 75.75           | 79.75           | 79.75           | 79.75           | 6º              |
| Scotty James     | Halfpipe maschile    | 88.25          | 91.25          | N.D.           | 91.25          | 2º Q           | 16.50           | 92.50           | 47.75           | 92.50           | Argento         |
| Matthew Cox      | Slopestyle maschile  | 34.46          | 39.98          | N.D.           | 39.98          | 26º            | Non qualificato | Non qualificato | Non qualificato | Non qualificato | Non qualificato |
| Tess Coady       | Big air femminile    | 74.00          | 54.75          | 62.25          | 136.25         | 7ª Q           | 85.00           | 29.75           | 8.50            | 114.75          | 9ª              |
| Emily Arthur     | Halfpipe femminile   | 62.50          | 19.75          | N.D.           | 62.50          | 14ª            | Non qualificata | Non qualificata | Non qualificata | Non qualificata | Non qualificata |
| Tess Coady       | Slopestyle femminile | 55.98          | 71.13          | N.D.           | 71.13          | 8ª Q           | 82.68           | 55.98           | 84.15           | 84.15           | Bronzo          |